# Ždaňa
Ždaňa (allemand : Schading bei Kaschau) est un village de Slovaquie situé dans la région de Košice.

## Histoire
La première mention écrite du village date de 1270.
Au début du XXe siècle, Ždaňa fut le chef lieu du district de Füzér du Comitat d'Abaúj-Torna.
La localité fut annexée par la Hongrie après le premier arbitrage de Vienne, le 2 novembre 1938. En 1938, on comptait 1 037 habitants dont 51 d’origine juive. Elle faisait partie du district de Füzér-Gönc (hongrois : Füzér-gönci járás). Durant la période 1938 - 1945, le nom hongrois Hernádzsadány était d'usage. À la libération, la commune a été réintégrée dans la Tchécoslovaquie reconstituée.

## Démographie

### Évolution de la population
| Année:               | 1994. | 2004.   | 2014.   | 2024.   |
| -------------------- | ----- | ------- | ------- | ------- |
| Nombre de personnes: | 1341  | 1308    | 1389    | 1350    |
| Différence:          |       | -2,46 % | +6,19 % | -2,80 % |

| Année:               | 2023. | 2024. |
| -------------------- | ----- | ----- |
| Nombre de personnes: | 1350  | 1350  |
| Différence:          |       | +0 %  |